# Autoroute 440 (Laval)
Ne doit pas être confondu avec Autoroute 440 (Québec).
Pour les articles homonymes, voir A440.
L'autoroute 440 (A-440) ou Autoroute Jean-Noël-Lavoie (anciennement Autoroute Laval) est une autoroute urbaine qui traverse la ville de Laval dans la province de Québec au Canada.

## Description
Autoroute urbaine québécoise, l'Autoroute Jean-Noël-Lavoie est située à Laval entre l'A-13 et l'A-25 et traverse, en son centre, une partie du territoire de Laval (Île Jésus) sur son axe ouest-est. Elle mesure actuellement 19,0 kilomètres et est connectée à toutes les autoroutes nord-sud reliant Montréal à sa rive nord. Son DJMA le plus élevé est de 170 000 véhicules entre le boulevard Industriel (sortie 24) et la route 335 sud (sortie 25) en 2016.
Elle n'est pas connexe à l'autoroute 440 à Québec.

## Historique
L'autoroute fut inaugurée en 1974 et le dernier prolongement date de 1979.
Selon les plans originaux, l'A-440 devait se prolonger vers l'ouest dans le corridor de l'avenue des Bois (R-148), traverser la rivière des Prairies pour atteindre l'île Bizard, où son corridor est actuellement occupé par un parc régional. Sur l'île de Montréal, l'A-440 passerait à l'ouest de l'avenue du Château-Pierrefonds, avant de se terminer sur l'A-40 à la hauteur de l'échangeur Sainte-Marie. C'est la raison pour laquelle les numéros de sortie débutent à 16. À noter que les voies rapides (l'autoroute comme telle) entre le boulevard Industriel et l'A-13 ont été construites dans les années 1990 alors que les voies de services parallèles à celles-ci ont été construites dans le milieu des années 1970 (voir tableau pour détails). Avant ce parachèvement, on circulait uniquement sur les voies de service.
La congestion était plus fréquente en raison des feux de circulation et des accès aux commerces reliés directement aux voies de service. Les feux de circulation étaient installés aux intersections suivantes : boulevard Industriel, boulevard Le Corbusier, boulevard Daniel-Jonhson et l'accès au Marché 440. Il existait même un demi-tour à mi-chemin entre le boulevard Curé-Labelle (route 117) et l'A-13.
En raison du parachèvement de l'A-25, une partie du tracé de cette dernière (anciens kilomètres 12 à 16 de l'A-25) sont maintenant une section de l'Autoroute Jean-Noël-Lavoie (kilomètres 30 à 35).

### Historique de la construction
| Kilomètre                                                           | Année | Notes                                                                      |
| ------------------------------------------------------------------- | ----- | -------------------------------------------------------------------------- |
| 16 à 19                                                             | 1975  | De A-13 et Avenue des Bois à R-117 boulevard Curé-Labelle                  |
| 19 à 22                                                             | 1974  | De R-117 Boulevard Curé-Labelle à A-15                                     |
| 22 à 25                                                             | 1975  | De A-15 à R-335 Sud boulevard des Laurentides                              |
| 25 à 27                                                             | 1976  | De R-335 Sud Boulevard des Laurentides à A-19 / R-335 Nord                 |
| 27 à 30                                                             | 1979  | De A-19 / R-335 Nord au boulevard Pie-IX (Ancienne A-25, maintenant R-125) |
| Ancienne section de la , maintenant & depuis 21 mai 2011 à midi 30. |       |                                                                            |
| 30 à 35                                                             | 1971  | Du boulevard Pie-IX à l'actuelle A-25                                      |

## Liste des sorties
| MRC                                       | Municipalité | km    | Sortie | Destinations | Notes |
| ----------------------------------------- | ------------ | ----- | ------ | --- | --- |
| Laval                                     | Laval        | 0,00  | —      | R-148 ouest (Avenue des Bois) / Montée Champagne                                                                        | Intersection à niveau |
| Laval                                     | Laval        | 1,00  | 17     | A-13 (Autoroute Chomedey) – Montréal, Saint-Eustache, Aéroport P.E. Trudeau, Aéroport Mirabel                           | Indiqué sortie 17-S (sud) et 17-N (nord) en direction ouest; sortie 15 de l'A-13; pas de numéro de sortie en direction est |
| Laval                                     | Laval        | 4,30  | 19     | R-117 (Boulevard Curé-Labelle) / Boulevard Chomedey                                                                     | Boulevard Chomedey indiqué en direction est seulement                                                                      |
| Laval                                     | Laval        | 6,20  | 22     | A-15 (Autoroute des Laurentides) / Boulevard Industriel / Boulevard Chomedey – Saint-Jérôme, Montréal, Aéroport Mirabel | Boulevard Chomedey indiqué en direction ouest; Boulevard Industriel indiqué en direction est                               |
| Laval                                     | Laval        | 7,70  | 24     | Boulevard Industriel | Sortie direction ouest seulement                                                                                           |
| Laval                                     | Laval        | 9,90  | 25     | R-335 sud (Boulevard des Laurentides) / Boulevard René-Laennec                                                          | La R-335 rejoint la voie de service; sortie direction est seulement                                                        |
| Laval                                     | Laval        | 11,50 | 27     | A-19 (Autoroute Papineau) / R-335 nord (Boulevard des Laurentides) – Bois-des-Filion, Montréal                          | Sortie 8 de l'A-19 |
| Laval                                     | Laval        | 14,20 | 30     | R-125 sud (Boulevard Pie-IX) / Montée Saint-François – Montréal                                                         | Terminus ouest du multiplex avec la R‑125; Montée Saint-François indiqué en direction est seulement                        |
| Laval                                     | Laval        | 15,60 | 31     | Montée Saint-François                                                                                                   | Sortie direction est via sortie 30                                                                                         |
| Laval                                     | Laval        | 18,20 | 34     | R-125 nord (Montée Masson) / Rang du Bas-Saint-François / Avenue Marcel-Villeneuve                                      | Terminus est du multiplex avec la R-125                                                                                    |
| Laval                                     | Laval        | 18,70 | 35     | A-25 sud – Montréal | Sortie 17 de l'A-25 |
| Laval                                     | Laval        | 19,80 | —      | A-25 nord – Terrebonne                                                                                                  | |
| - Terminus de multiplex - Accès incomplet |              |       |        | | |